# 시베리아 지옥
시베리아 지옥은 도시전설의 하나이다. 대한민국에서는 1980년대 중반부터 알려졌다.

## 시베리아 지하의 지옥 비명
1979년, 소련은 시베리아 일대에서 지하자원 탐사를 시작했다. 소련의 과학자들은 세계 최초로 23㎞ 깊이를 굴착할 수 있는 드릴을 개발해 시베리아에 구멍을 뚫는 데 성공했다. 드릴이 지하 9마일(약 14.5 km) 정도 깊이까지 뚫는 데 성공할 무렵, 서서히 올라가던 지하의 온도는 갑자기 화씨 2000도(섭씨 약 1100도)까지 급상승했고, 탐사기는 공회전을 시작했다. 이를 드릴이 동굴 혹은 용암을 건드린 상황으로 추측한 과학자들은 드릴의 용해를 막기 위해 이를 끌어 올리는 작업을 인부들에게 부탁했다. 이때, 인부 중 일부가 "드릴 끝에 뭔가 붙어있는 것 같다."는 말을 했고, 과학자는 사실 확인을 위해 다시 현장으로 돌아왔다. 현장의 구멍 속에서 계속 알 수 없는 소리가 들리자 과학자는 지각 측정용 녹음기를 줄에 묶어 구멍 안으로 내려 보냈다. 그런데 녹음 결과를 재생하자 녹음기에서는 수십만 명의 사람들의 괴 비명소리가 흘러나기 시작한 것이다.

### 비명소리 분석
비명은 중간중간 "살려줘!" 라는 소리와 고통에 울부짖는 소리 등 수십만 명의 비명이 들린다. 어느 한 남자가 계속해서 무슨 말을 하고 있는 것 같고 어느 한 여자가 계속해서 웃는 것 같다. 수십만 명의 목소리라기보다는 어느 한 여자의 비명과 웃음, 어느 한 남자의 연설, 그 외 사람들의 중얼거림이 울리는 것 같은 기분. 심리에 따라 여러 언어가 들리는 것 같은 이상한 기분. 단지 환청과 각인현상 같다.

### 지옥 소리 주장
이를 믿는 사람들은 다음과 같은 근거를 대고 있다.
- 당시 그들이 뚫은 곳은 빙하였기에 23km까지 녹음기가 견딜만한 온도가 유지되었을지도 모른다.
- 또는, 땅은 23km를 팠지만 녹음기를 끝까지 넣은 게 아니라 견딜만한 곳 까지만 투입했을지도 모른다.
- 저 소리가 단지 자연적인 소리로는 들리지 않는다. 더 상세하게는, 소리의 음역대가 사람의 음역대인 1kHz~3kHz이다.

## 영상
- 프리한 19의 시베리아 지옥.

## 같이 보기
- 지옥으로 가는 문